# Джин Кіркпатрік
Джин Двейн Джордан Кіркпатрік (англ. Jeane Duane Jordan Kirkpatrick; нар. 19 листопада 1926, Дункан, Оклахома — пом. 7 грудня 2006, Бетесда, Меріленд) — американська дипломатка і політологиня. Вона працювала послом США в Організації Об'єднаних Націй з 1981 по 1985, під час правління адміністрації Рейгана. Кіркпатрік спочатку була демократкою, у 1985 році перейшла до табору республіканців.
Була однією з основних ідеологинь зовнішньої політики адміністрації Рейгана. Після закінчення дипломатичної кар'єри, вона читала лекції, в тому числі в Джорджтаунському університеті у Вашингтоні, округ Колумбія.
У 2001 році стала однією із засновниць недержавної організації Фонд захисту демократій